# Nubhetepti-khered
| nbw | Htp · t · p | ti | X · r · d |

| nbw | Htp · t · p | ti | X · r · d |

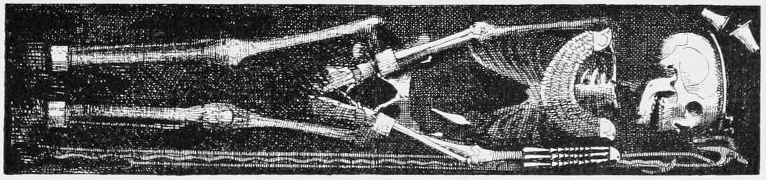
Esqueleto de Nubhetepti-khered, dibujado por Georges Legrain.

Nubhetepti-khered fue la hija de un rey del Antiguo Egipto de la Decimotercera Dinastía. Es solo conocida por su tumba en Dahshur, la cual fue descubierta intacta en 1894 por Jacques de Morgan, cerca de la pirámide de Amenemhat III.
Su entierro fue encontrado en el fondo de una tumba de pozo, al final de un largo pasillo. La estructura exterior, probablemente una mastaba de ladrillos de adobe, ya había desaparecido. Consta de dos cámaras, una por encima de la otra. En la cámara inferior se encontraba el sarcófago y la caja canópica de la princesa. En el cuarto superior fue colocado el ajuar funerario.
El cuerpo de Nubhetepti-khered había sido introducido en un conjunto de tres ataúdes: un sarcófago exterior de piedra sin decoración, un sarcófago de madera chapado en oro con inscripciones jeroglíficas funerarias, el central y un sarcófago interior antropomorfo (con forma humana, los otros eran rectangulares) de madera dorada, que prácticamente ya se había desintegrado al momento del hallazgo. Dentro de este ataúd se encontraba la momia, reducida a un esqueleto porque tampoco se había conservado debido a la humedad presente en el subsuelo de la zona. El cuerpo de Nubhetepti-khered estaba adornado con un collar ancho, diadema,  brazaletes y tobilleras. La caja canópica estaba también chapada con pan de oro y contenía cuatro vasos canopes de alabastro.
En el cuarto sobre la cámara funeraria fueron encontradas varias vasijas de cerámica, un cofre con tarros de ungüentos, un espejo y una segunda caja larga con armas e insignias reales: cetros, mayal, flechas. Aparte de su tumba y ajuar, nada más se conoce de la princesa Nubhetepti-khered. Probablemente estaba relacionada con el rey Hor, cuya tumba estaba junto a la de ella. Por lo demás, Miroslav Verner cree que era hija de Amenemhat III de la Duodécima Dinastía anterior, que era el dueño original de todo el complejo funerario.
Dado que khered significa niño, es posible que su madre se llamara Nubhetepti, y de hecho  hay una Gran Esposa Real de este periodo, llamada Nubhetepti mencionada en varios escarabeos encontrados.

## Galería

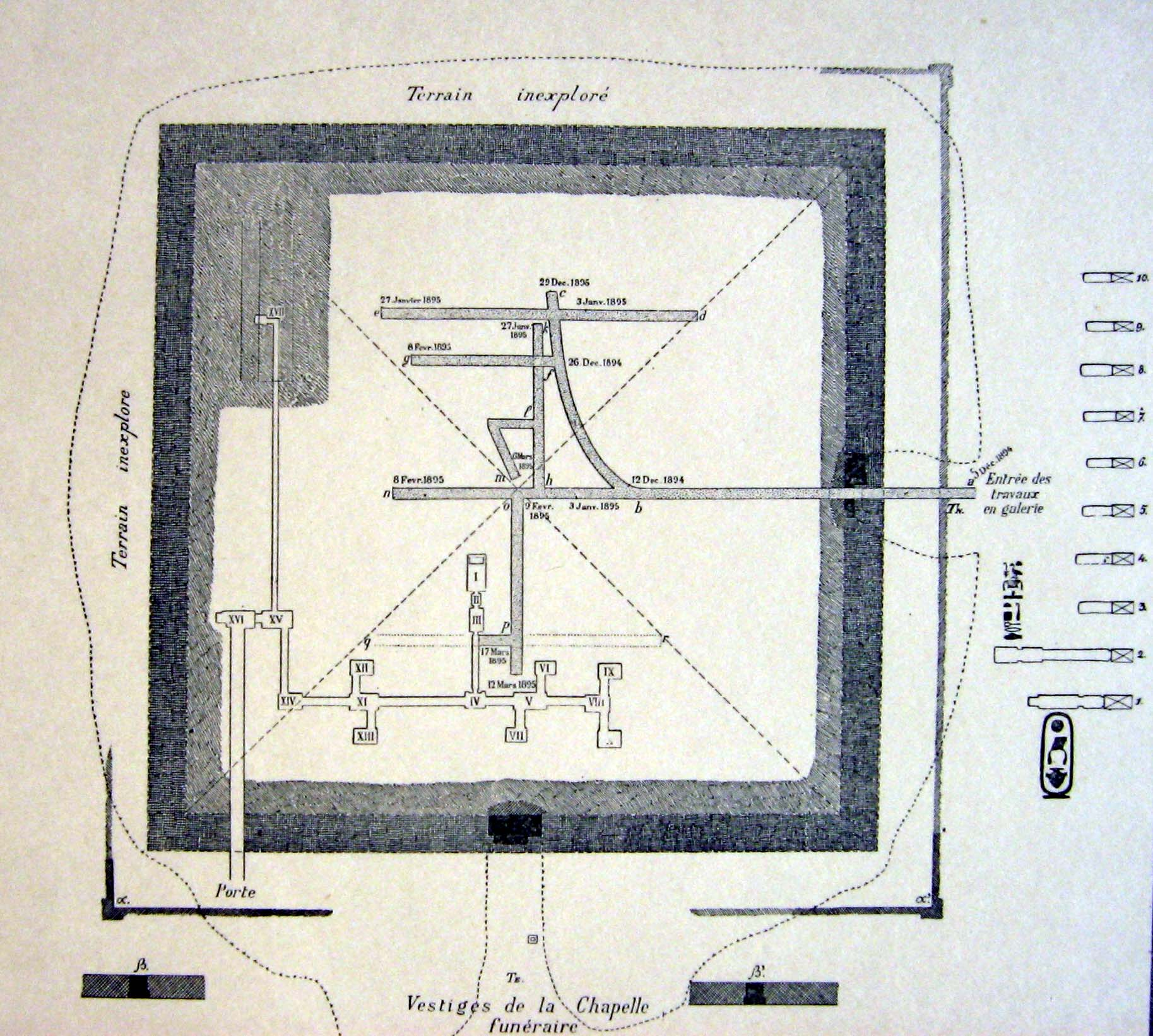
Complejo funerario piramidal de Amenemhat III; la tumba de Nubhetepti-khered está arriba a la derecha.
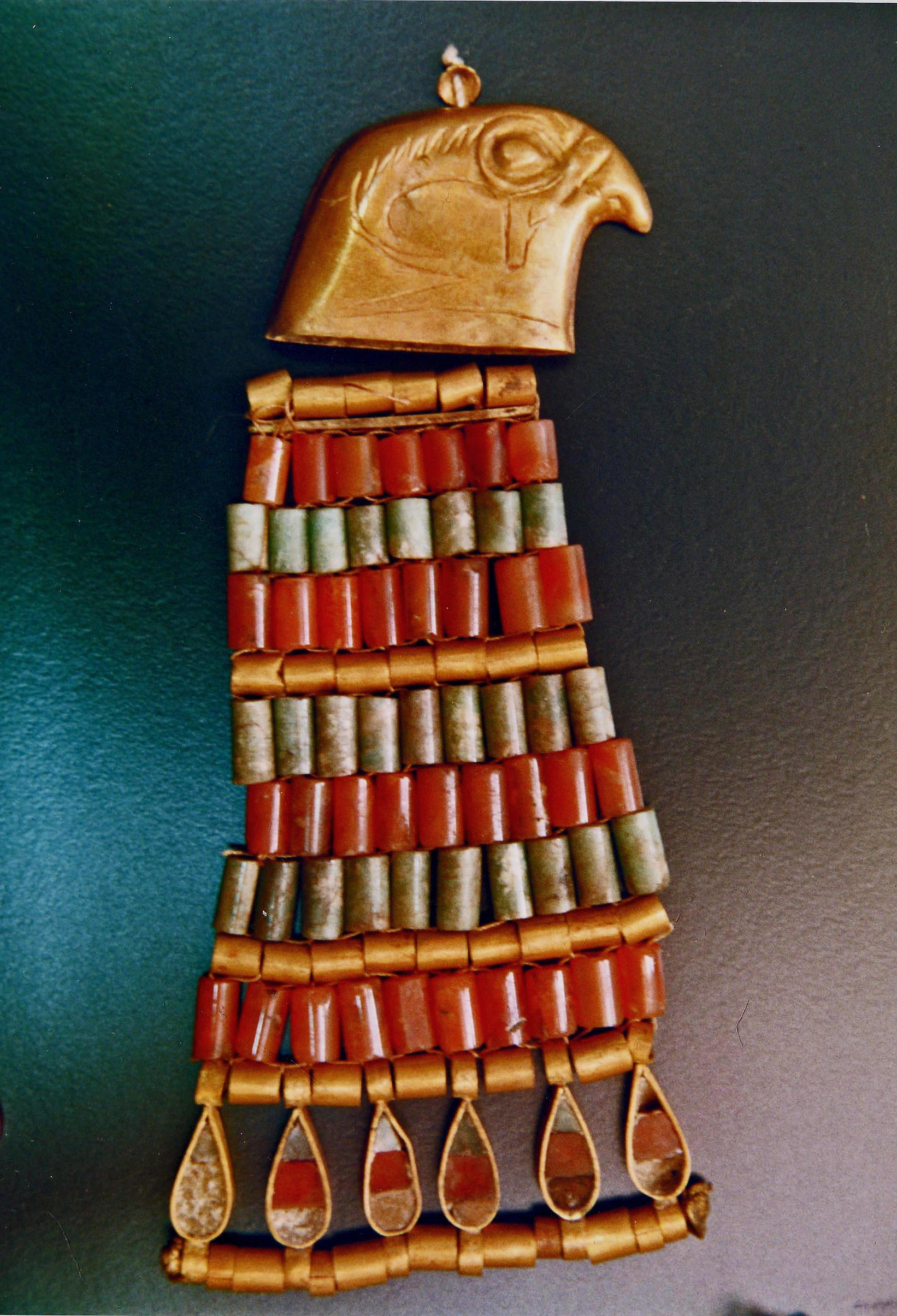
Contrapeso del collar ancho.
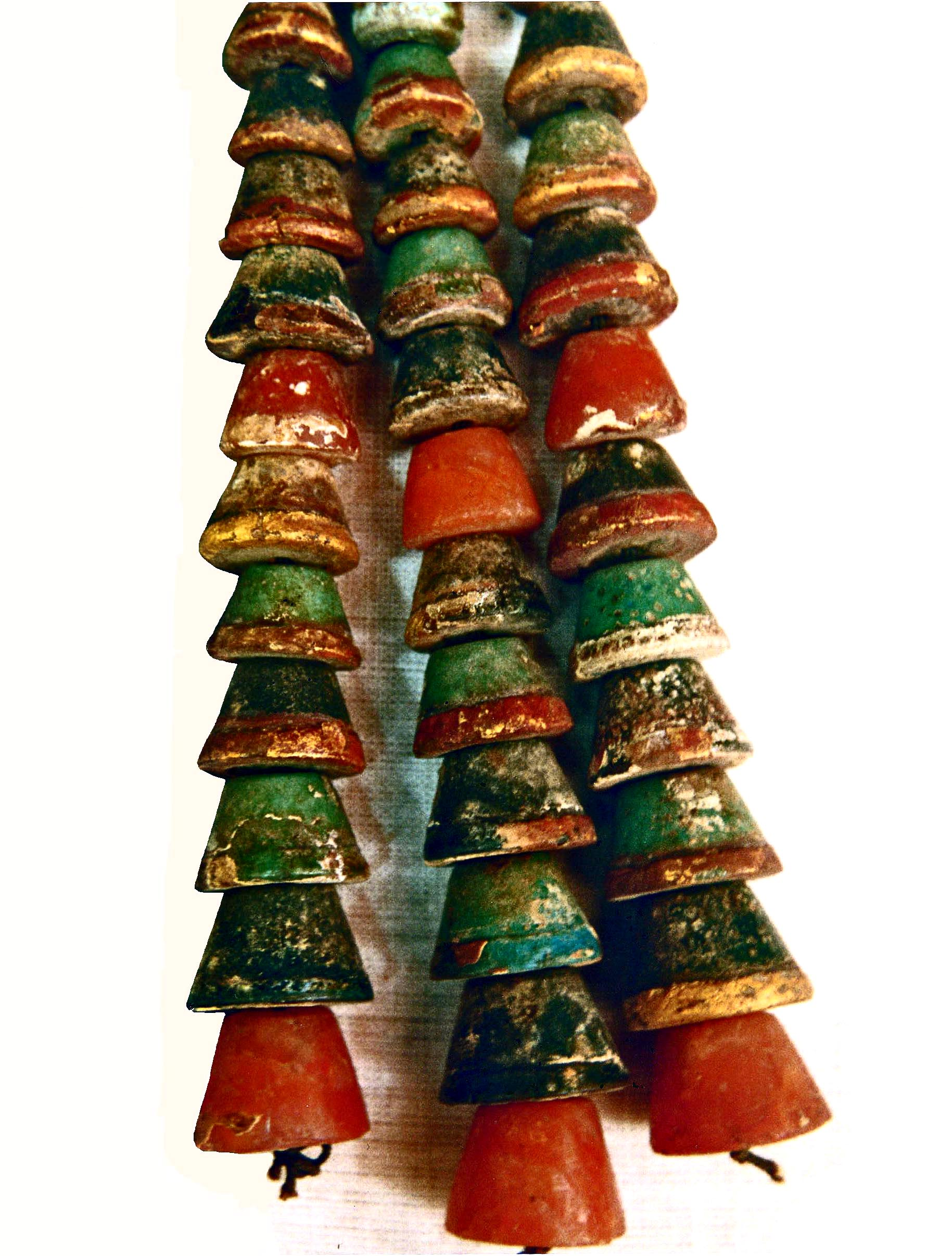
Cuentas del flajelo o mayal.
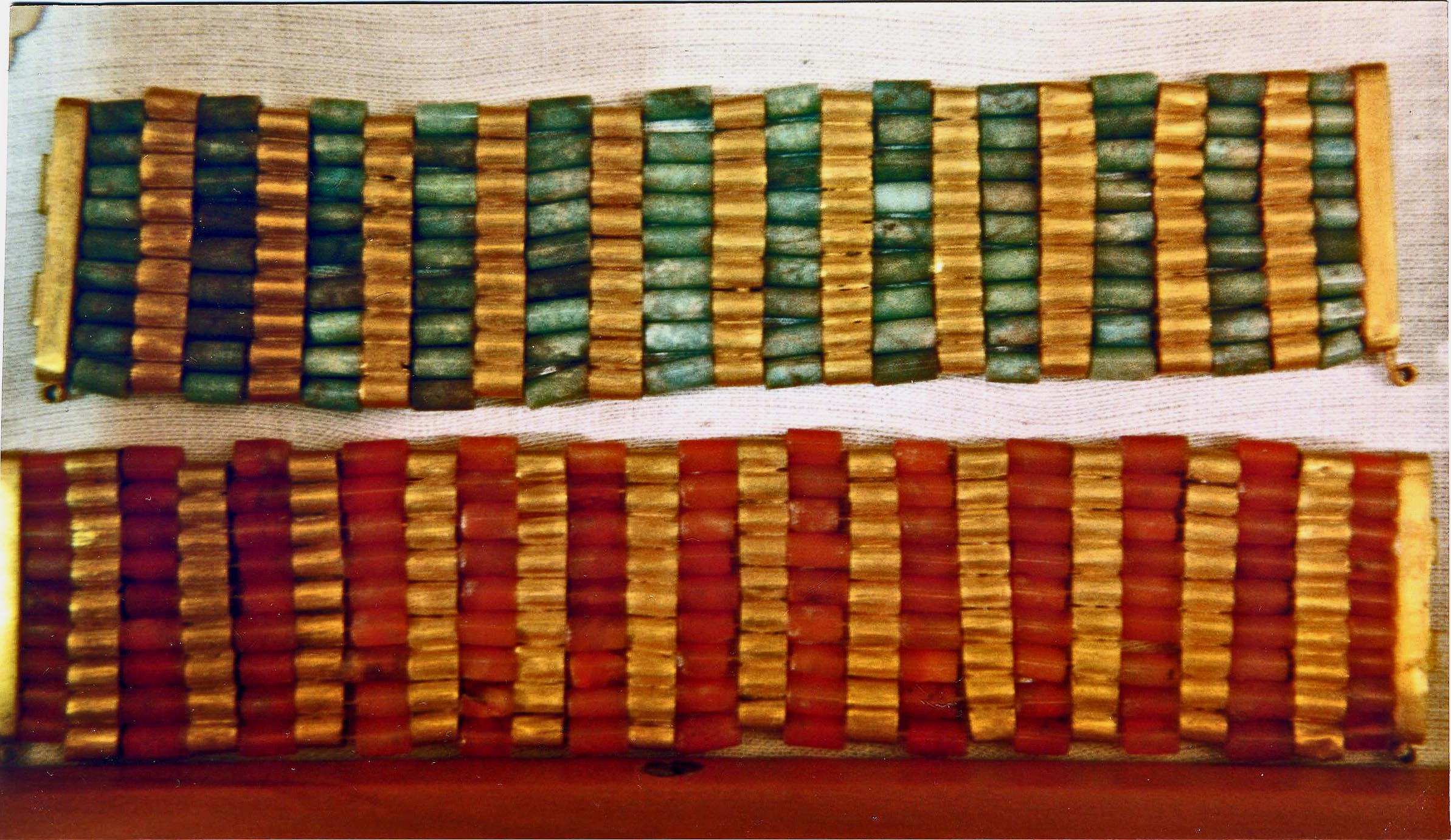
Brazaletes.
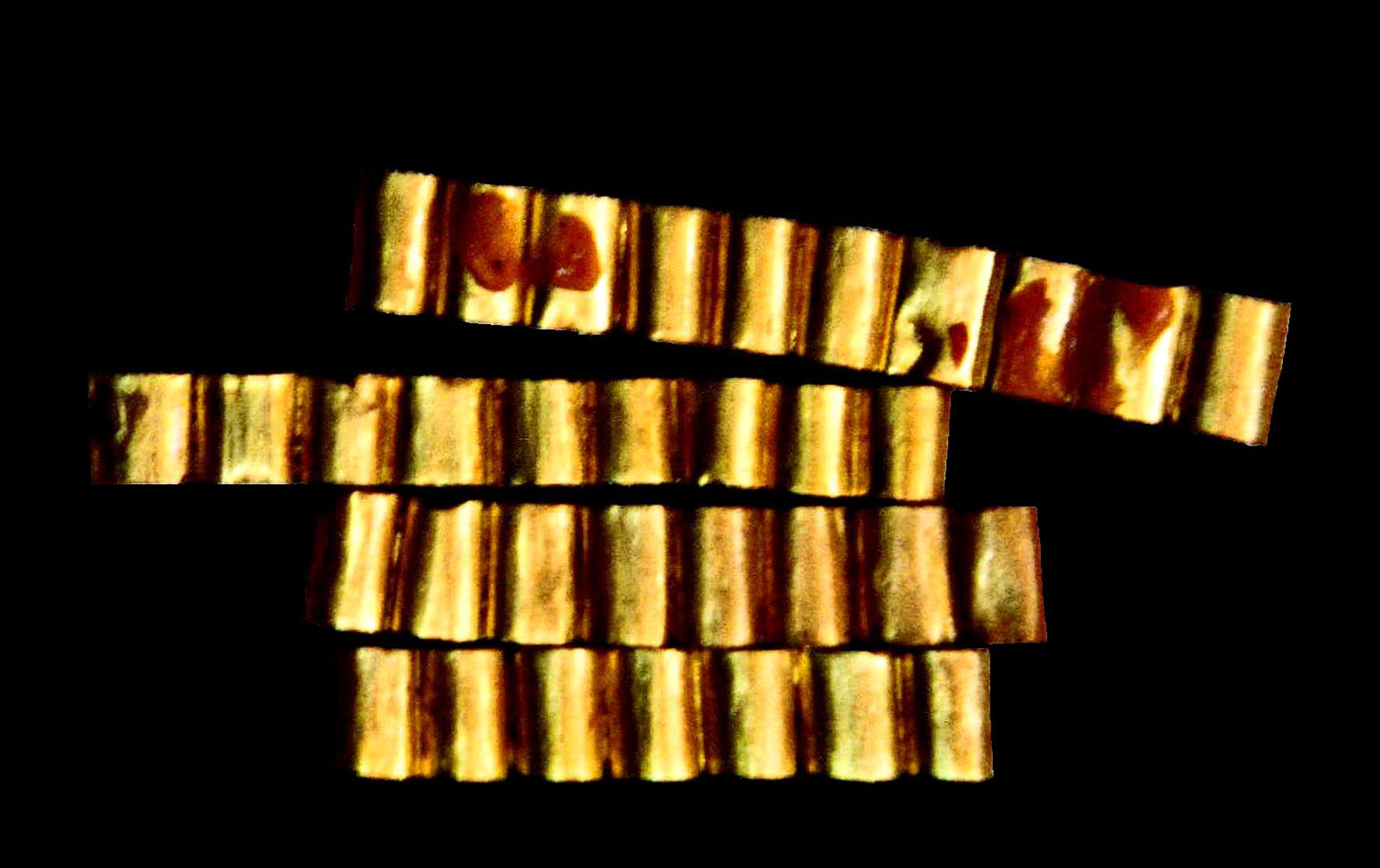
Brazaletes.
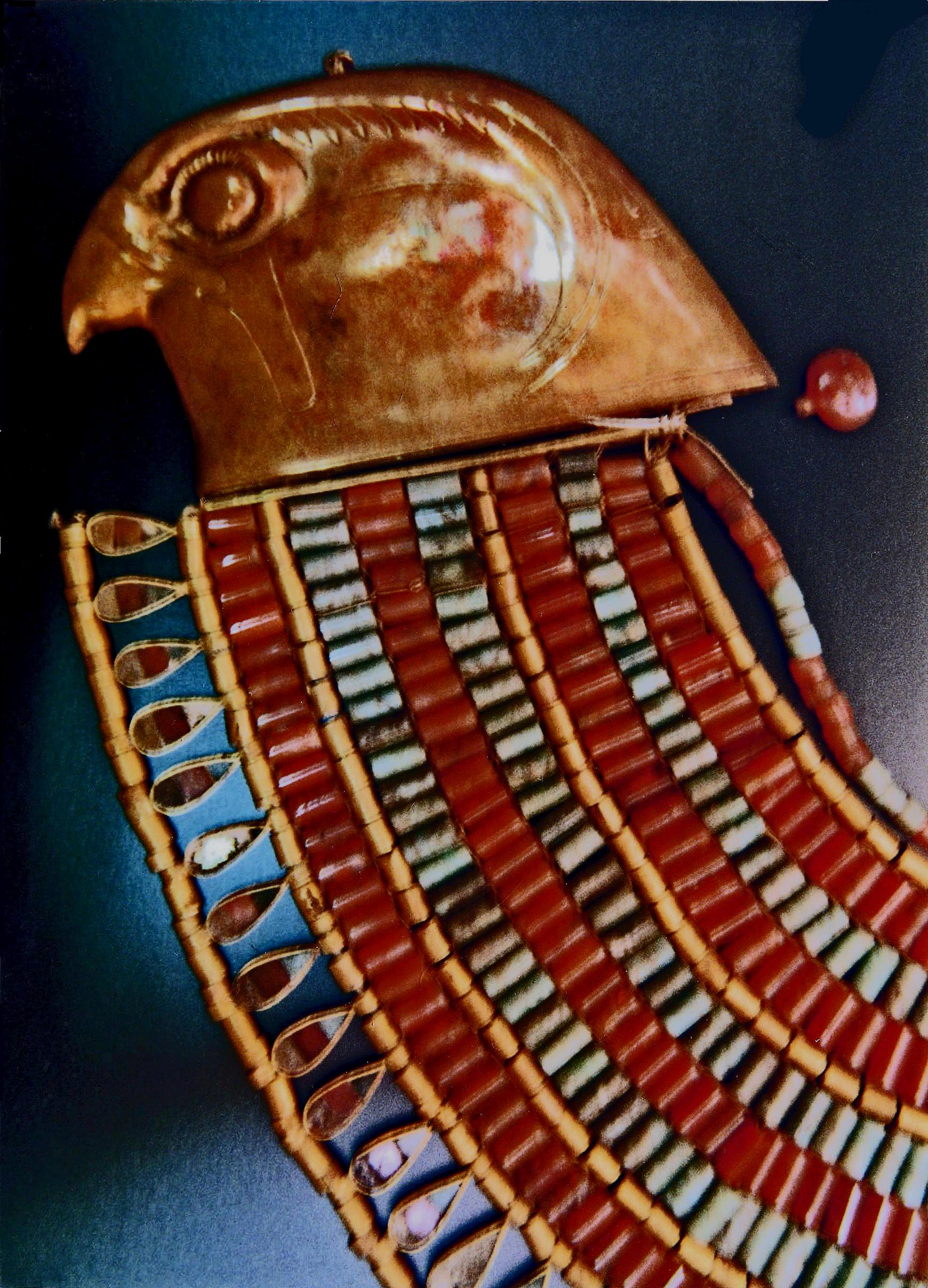
Remate lateral del collar ancho, con la cabeza de halcón del dios Horus.